# Черешок

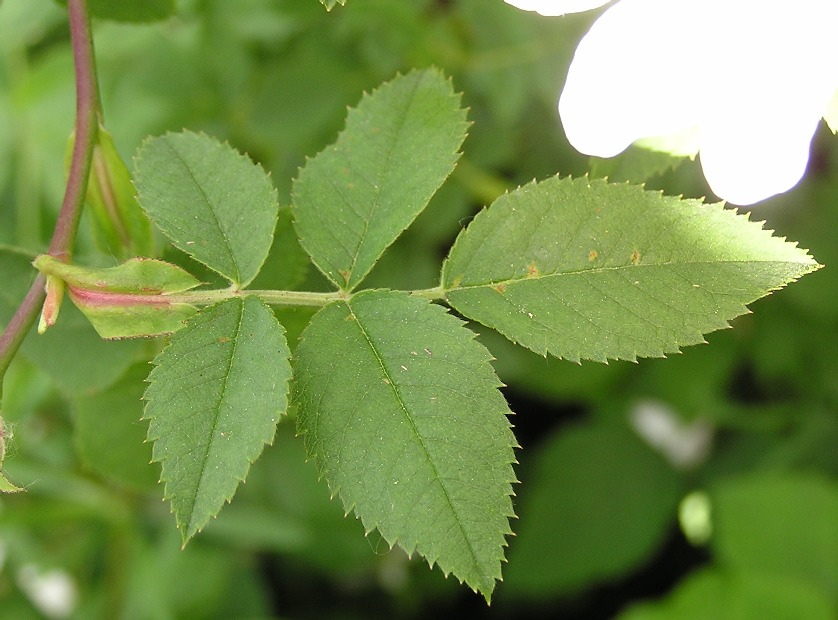
Листя шипшини собачої (Rosa canina), з черешком та двома прилистками

Ні́жка (лат. peciolus) — невелика стеблина, звужена частина листка, яка з'єднує листкову пластинку зі стеблом, виконує переважно механічну та провідну функції.
Черешок зазвичай має ту ж внутрішню структуру, що й стебло. Відростки, що з'являються по боках черешка, називають прилистками. Листки з черешками називають черешковими, без черешків — безчерешковими (сидячими).
Якщо нижня частина листка розростається, а краї охоплюють стебло — листок називають піхвовим. У збіжних листків приросла до стебла нижня частина листка утворює крилоподібні виступи.
Черешок дає змогу частково зануреним у воду макрофітам мати листки, занурені на різних глибинах (див. гетерофілія, листкова мозаїка). Це створює умови для найефективнішого використання фотосинтезу. Липа має почергове листкорозміщення.